# КамАЗ-740

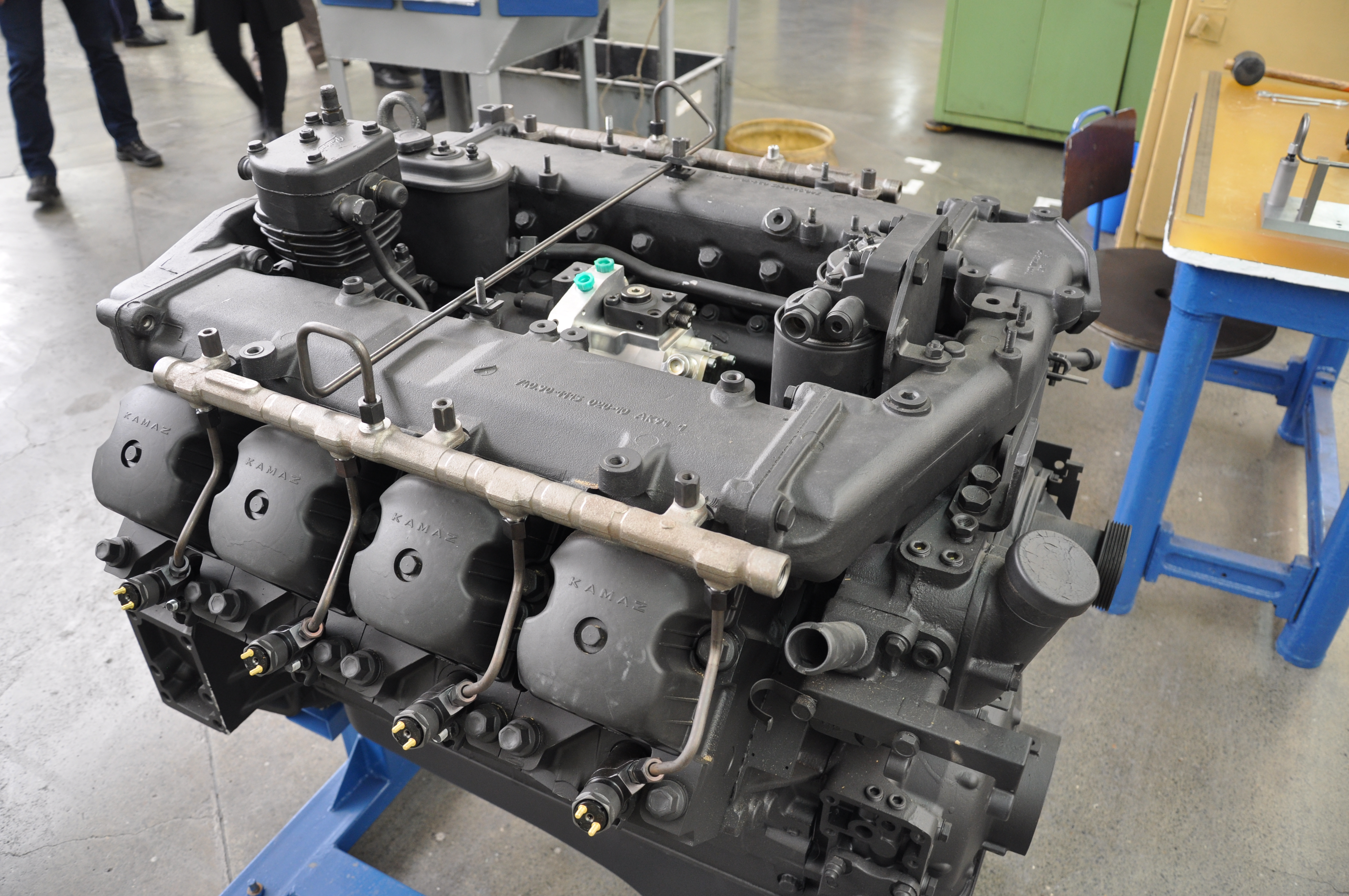
Повнокомплектна система КАМАЗ-740

КамАЗ-740 — сімейство дизельних двигунів для великовантажних автомобілів, що випускаються Камським автомобільним заводом з 1975 року.
Двигун КамАЗ-740 4-х тактний дизельний V8 робочим об'ємом 10852 см3 (діаметр циліндра і хід поршня — 120x120 мм), з кутом розвалу циліндрів 90°, з об'ємно-плівковим сумішоутворенням і тороїдальними камерами згоряння. Паливний насос високого тиску - V-подібний. Істотна конструктивна і помітна зовнішня відмінність від прямого конкурента, ЯМЗ-238 - індивідуальні головки блоків циліндрів.
У базовому варіанті КамАЗ-740 розвивав потужність 210 к.с.
Сімейство двигунів КамАЗ-740 встановлюють на вантажні автомобілі КамАЗ, ЗІЛ та Урал. Також двигун цієї серії, КамАЗ-7403, встановлюють на БТР-70М, модернізований варіант БТР-70 та на серійні БТР-80. У квітні 1993 року на заводі-виробнику двигунів КамАЗ-740 сталася пожежа, в результаті чого тимчасово припинилися поставки двигунів, що вплинуло на автопродукцію не тільки КамАЗа, але і інших заводів - зокрема, УРАЛАЗ у виробництві Уралу-4320 перейшов на дизелі ЯМЗ 236 і -238, а частина машин взагалі оснастив карбюраторним двигуном ЗІЛ-375. Однак вже до кінця 1993 року виробництво було відновлено.

## Модифікації

### Євро-0[1]
- КамАЗ-740.10 — базовий атмосферний двигун, робочим об'ємом 10852 см3, потужність 210 к.с. при 2600 об/хв, крутний момент 637 Нм
- КамАЗ-740.10-20 — базовий атмосферний двигун, робочим об'ємом 10852 см3, потужність 220 к.с. при 2600 об/хв, крутний момент 667 Нм
- КамАЗ-7403.10 — дизельний двигун з турбонаддувом, робочим об'ємом 10852 см3, потужність 260 к.с. при 2600 об/хв, крутний момент 765 Нм

### Євро-1[2]
- КамАЗ-740.11 — дизельний двигун з турбонаддувом, робочим об'ємом 10852 см3, потужністю 240 к.с. при 2200 об/хв, крутний момент 760 Нм
- КамАЗ-740.13 — дизельний двигун з турбонаддувом, робочим об'ємом 10852 см3, потужністю 260 к.с. при 2200 об/хв, крутний момент 834 Нм

### Євро-2[3]
- КамАЗ-740.31 — дизельний двигун з турбонаддувом, робочим об'ємом 10852 см3, потужністю 240 к.с. при 2200 об/хв, крутний момент 980 Нм
- КамАЗ-740.30 — дизельний двигун з турбонаддувом, робочим об'ємом 10852 см3, потужністю 260 к.с. при 2200 об/хв, крутний момент 1078 Нм
- КамАЗ-740.50 — дизельний двигун з турбонаддувом, робочим об'ємом 11762 см3, потужністю 360 к.с. при 2200 об/хв, крутний момент 1147 Нм
- КамАЗ-740.51 — дизельний двигун з турбонаддувом, робочим об'ємом 11762 см3, потужністю 320 к.с. при 2200 об/хв, крутний момент 1020 Нм

### Євро-3[4]
- КамАЗ-740.60 — дизельний двигун з турбонаддувом, робочим об'ємом 11762 см3, потужністю 360 к.с. при 1900 об/хв
- КамАЗ-740.61 — дизельний двигун з турбонаддувом, робочим об'ємом 11762 см3, потужністю 320 к.с. при 1900 об/хв
- КамАЗ-740.62 — дизельний двигун з турбонаддувом, робочим об'ємом 11762 см3, потужністю 280 к.с. при 1900 об/хв
- КамАЗ-740.63 — дизельний двигун з турбонаддувом, робочим об'ємом 11762 см3, потужністю 400 к.с. при 1900 об/хв
- КамАЗ-740.64 — дизельний двигун з турбонаддувом, робочим об'ємом 11762 см3, потужністю 420 к.с. при 1900 об/хв
- КамАЗ-740.65 — дизельний двигун з турбонаддувом, робочим об'ємом 11762 см3, потужністю 240 к.с. при 1900 об/хв

### Євро-4[5]
- КамАЗ-740.70 — дизельний двигун з турбонаддувом, робочим об'ємом 11762 см3, потужністю 280 к.с. при 1900 об/хв
- КамАЗ-740.71 — дизельний двигун з турбонаддувом, робочим об'ємом 11762 см3, потужністю 320 к.с. при 1900 об/хв
- КамАЗ-740.72 — дизельний двигун з турбонаддувом, робочим об'ємом 11762 см3, потужністю 360 к.с. при 1900 об/хв
- КамАЗ-740.73 — дизельний двигун з турбонаддувом, робочим об'ємом 11762 см3, потужністю 400 к.с. при 1900 об/хв
- КамАЗ-740.74 — дизельний двигун з турбонаддувом, робочим об'ємом 11762 см3, потужністю 420 к.с. при 1900 об/хв
- КамАЗ-740.75 — дизельний двигун з турбонаддувом, робочим об'ємом 11762 см3, потужністю 440 к.с. при 1900 об/хв